# Carenesycha
Carenesycha är ett släkte av skalbaggar. Carenesycha ingår i familjen långhorningar.
Kladogram enligt Catalogue of Life:
| Carenesycha | \| \| Carenesycha carenata \| \| \| \| \| \| Carenesycha velezi \| \| \| \| |
|             | \| \| Carenesycha carenata \| \| \| \| \| \| Carenesycha velezi \| \| \| \| |
|             | Carenesycha carenata                                                        |
|             |                                                                             |
|             | Carenesycha velezi                                                          |
|             |                                                                             |